# Hamlet (1990)
Hamlet ist der Titel einer von Franco Zeffirelli produzierten Literaturverfilmung aus dem Jahr 1990 mit Mel Gibson in der Hauptrolle, die das gleichnamige Theaterstück von William Shakespeare zur Vorlage hat.

## Handlung
Prinz Hamlet von Dänemark, ein melancholischer Universitätsstudent, muss kurz vor der Beerdigung seines Vaters erfahren, dass seine Mutter, Gertrude, den Bruder seines Vaters, Claudius, heiraten wird. Durch die Heirat wird Claudius der neue König von Dänemark. Von Horatio, einem Freund, erfährt Hamlet, dass der Geist seines Vaters noch immer lebe, und man ihn auf den Zinnen der Burg finden kann. Der Geist informiert Hamlet, dass man ihn vergiftet habe, dass der Täter Claudius sei und er gerächt werden solle. Hamlet möchte daraufhin die Wahrheit ans Licht bringen.
Hamlet ist verliebt in Ophelia, die Tochter des Oberkämmerers Polonius. Dieser verbietet ihr jedoch den Umgang mit Hamlet. Als Polonius sich hinter einem Vorhang versteckt hat, wird er versehentlich von Hamlet erstochen. Claudius verbannt den Prinzen nach England und fordert in einem Brief den englischen König auf, ihn zu töten. Hamlet bekommt den Brief in die Hand, schreibt ihn um und kehrt unversehrt nach Dänemark zurück. Der Schmerz über den Verlust ihres Vaters aber hat Ophelia in den Wahnsinn getrieben.
Ophelia stirbt und wird zu Grabe getragen. Ihr Bruder Laertes hält Hamlet für verantwortlich für ihren Tod und will ihn umbringen. Der König aber rät Laertes zu einem Wettkampf mit Schwertern, den er so arrangieren werde, dass Hamlets Tod wie ein Unfall aussehen werde und niemand dafür beschuldigt werden könne. Der König stellt für die Kämpfer einen Trank bereit, den er vergiftet, nachdem er selber davon getrunken hat. Laertes wiederum hat die Spitze seines Schwerts mit Gift präpariert und verletzt in einer Kampfpause Hamlet damit am Arm. Hamlet ergreift dasselbe Schwert und verwundet damit auch Laertes. Gertrude hat ahnungslos aus dem Kelch mit dem Gifttrank getrunken und stirbt.
Im Sterben bittet Laertes Hamlet um Vergebung und erklärt, er vergebe ihm auch. Und er fügt hinzu, der König trage die Schuld. Daraufhin zwingt Hamlet Claudius, den vergifteten Trank zu schlucken. Zuletzt bittet er seinen Freund Horatio, seine Sache zu erklären. So finden am Ende des Dramas auch Claudius und Hamlet den Tod.

## Kritik
„Zeffirelli konzentriert sich auf den Konflikt eines Mannes, der von Natur aus ein Mann der Tat ist und der durch den Racheauftrag in eine existentialistische Krise gestürzt wird. Ohne radikale Neuansätze in der Interpretation, aber überzeugend durch gute handwerkliche Arbeit und ein hochkarätiges Schauspieler-Ensemble.“

## Hintergrund
Mit historischen Kostümen und Kulissen wurde Hamlet mit einem Budget von 20 Millionen US-$ an den Schauplätzen Dover Castle, Dunnottar Castle und Blackness Castle gedreht.
Dabei wurden wie auch schon in Romeo und Julia die Dialoge 1:1 übernommen und sich wenig Interpretationsfreiheiten geleistet, um das Drama so authentisch wie möglich zu realisieren.

### Synchronisation
Die deutsche Synchronfassung entstand bei der Berliner Synchron. Armin Kaiser schrieb das Dialogbuch und führte Regie.
| Rolle                     | Darsteller           | Synchronsprecher  |
| ------------------------- | -------------------- | ----------------- |
| Hamlet                    | Mel Gibson           | Joachim Tennstedt |
| Gertrude                  | Glenn Close          | Uta Hallant       |
| Claudius                  | Alan Bates           | Joachim Kerzel    |
| Der Geist (Hamlets Vater) | Paul Scofield        | Holger Hagen      |
| Polonius                  | Ian Holm             | Eckart Dux        |
| Ophelia                   | Helena Bonham Carter | Alexandra Wilcke  |
| Horatio                   | Stephen Dillane      | Michael Pan       |
| Laertes                   | Nathaniel Parker     | Torsten Sense     |
| Der Totengräber           | Trevor Peacock       | Alexander Herzog  |
| Osric                     | John McEnery         | Peter Matic       |

## Bemerkungen
- Sowohl Zeffirelli als auch Gibson haben sich einen Namen als Regisseur eines Jesus-Films gemacht. Zeffirelli verfilmte 1977 Jesus von Nazareth, Gibson 2004 Die Passion Christi.

- Ein Filmfehler betrifft die Wahl des Drehorts für Helsingør. Während in Wahrheit Helsingør eine ebene Landschaft aufweist, wird sie im Film hügelig dargestellt.

## Filmpreise
- Zwei Oscar-Nominierungen bei der Oscarverleihung 1991
  - Bestes Szenenbild: Dante Ferretti, Francesca Lo Schiavo
  - Bestes Kostümdesign: Maurizio Millenotti
- Eine BAFTA-Nominierung
  - Bester Nebendarsteller: Alan Bates
- Ein David di Donatello
  - Bester ausländischer Film: Franco Zeffirelli
- Ein Nastro d’Argento:
  - Bester Synchronsprecher: Tonino Accolla (italienische Stimme von Mel Gibson)